# Matilda De Angelis
Matilda De Angelis (pronúncia italiana: [maˈtilda de ˈandʒelis]; Bolonha, 11 de setembro de 1995) é uma atriz e cantora italiana. Seus filmes incluem Italian Race (2016) e Rose Island (2020), pelos quais ganhou um David di Donatello e um Nastri d'Argento.
Na televisão, ela é conhecida por seus papéis na série da Netflix, The Law According to Lidia Poët (2023–2024) e na minissérie da HBO, The Undoing (2020). Ao longo de sua carreira, ela também cantou em trilhas sonoras e publicou canções solo, incluindo a colaboração "Litoranea" com Elisa.

## Carreira
De Angelis começou a tocar violão e violino aos treze anos. Ela frequentou o liceu científico "Enrico Fermi" em Bolonha. Em 2011, De Angelis começou a cantar na banda Rumba de Bodas.  A banda também gravou um álbum, Karnaval Fou, que foi lançado em 2014.

Em 2015, ela foi notada pelo diretor Matteo Rovere, que a escalou para o papel principal em seu filme Italian Race (2016). De acordo com De Angelis, Rovere 
viu algumas das minhas fotos no Facebook e quis me conhecer porque eles estavam procurando o papel principal neste novo filme e o diretor não queria uma atriz profissional porque ele precisava de um dialeto específico de uma região específica da Itália (Emília-Romanha). Então, eu fui para o teste e depois ele me disse: "Você tem que fazer de novo, mas com um roteiro". Eu fiz três ou quatro testes depois disso e então consegui o papel. 
 Por seu papel de estreia, De Angelis foi indicada ao prêmio de cinema David di Donatello de 2017 de Melhor Atriz; ela também escreveu e cantou a canção do filme "Seventeen", que recebeu uma indicação de Melhor Canção Original na mesma cerimônia de premiação. Ela também recebeu um Prêmio Flaiano e um Nastro d'Argento de Melhor Revelação.
Em 2017, ela desempenhou o papel de Brittia no filme de comédia The Prize, de Alessandro Gassmann. Em 2018, ela estrelou o filme dramático Youtopia, onde interpretou uma adolescente que vende sua virgindade online para salvar sua família.
Em 2020, ela estava no elenco principal da minissérie de televisão da HBO, The Undoing e estrelou o filme original da Netflix, Rose Island, dirigido por Sydney Sibilia. Por seu papel em Rose Island, ela recebeu o prêmio David di Donatello de Melhor Atriz Coadjuvante.
De Angelis co-apresentou a primeira data do Festival de Música de Sanremo 2021 ao lado de Amadeus. No mesmo ano, ela atuou nos filmes italianos A Bookshop in Paris e Atlas, este último reconhecido com o Prêmio de Melhor Atriz no Festival de Cinema de Taormina. Em 2022, ela atuou em Robbing Mussolini e estrelou ao lado de Liev Schreiber na adaptação cinematográfica do romance de Ernest Hemingway com o mesmo nome Across the River and into the Trees. No mesmo ano, ela colaborou no terceiro single "Litoranea" do álbum de estúdio de Elisa, Ritorno al futuro/Back to the Future, sendo a primeira música de De Angelis certificada pela FIMI.
Em 2023, ela desempenhou o papel principal na minissérie italiana The Law According to Lidia Poët, pela qual recebeu uma indicação ao prêmio Nastro d'Argento de melhor atriz e que ganhou o prêmio de Melhor Série Policial. Entre 2023 e 2024, ela atuou no papel principal de uma série de televisão da Amazon Prime Video, Citadel: Diana.
Em 2024, ela foi escalada para Dracula: A Love Tale, de Luc Besson, com lançamento previsto para 2025. Em 2025, ela atuou no papel principal de La vita da grandi, dirigido por Greta Scarano, e em Fuori, de Mario Martone, que estreou em competição no 78º Festival de Cinema de Cannes em 20 de maio de 2025.

## Vida pessoal
Desde 2022, De Angelis mantém um relacionamento com Alessandro De Santis, cantor e vocalista da dupla Santi Francesi. Eles ficaram noivos em 2024.

## Filmografia

### Filme
| Ano  | Título                              | Papel              | Notas                           |
| ---- | ----------------------------------- | ------------------ | ------------------------------- |
| 2016 | Italian Race                        | Giulia De Martino  |                                 |
| 2017 | A Family                            | Stella             |                                 |
| 2017 | Coco                                | Tía Victoria (voz) | Dublagem italiana; papel de voz |
| 2017 | The Prize                           | Britta             |                                 |
| 2018 | Youtopia                            | Matilde            |                                 |
| 2018 | Reckless                            | Soledad Agramante  |                                 |
| 2019 | I ragazzi dello Zecchino d'oro      | Mariele Ventre     |                                 |
| 2020 | Divine                              | Maria              |                                 |
| 2020 | Rose Island                         | Gabriella          |                                 |
| 2021 | Atlas                               | Allegra            |                                 |
| 2021 | A Bookshop in Paris                 | Albertine          |                                 |
| 2022 | Across the River and into the Trees | Renata Contarini   |                                 |
| 2022 | Robbing Mussolini                   | Yvonne             |                                 |
| 2025 | La vita da grandi                   | Irene Nanni        | Papel principal                 |
| 2025 | Fuori                               | Roberta            |                                 |
| 2025 | Dracula: A Love Tale                | Maria              |                                 |

### Televisão
| Ano           | Título                          | Papel               | Notas                         |
| ------------- | ------------------------------- | ------------------- | ----------------------------- |
| 2015–2018     | Tutto può succedere             | Ambra Scalvino      | Papel principal; 42 episódios |
| 2020          | The Undoing                     | Elena Alves         | Papel principal; 6 episódios  |
| 2021          | Leonardo                        | Caterina da Cremona | Papel principal; 8 episódios  |
| 2023          | Call My Agent - Italia          | Ela mesma           | Temporada 1, episódio 4       |
| 2023–presente | The Law According to Lidia Poët | Lidia Poët          | Papel principal; 12 episódios |
| 2024          | Citadel: Diana                  | Diana Cavalieri     | Papel principal; 6 episódios  |

### Vídeos musicais
| Ano  | Título             | Artista(s)                            |
| ---- | ------------------ | ------------------------------------- |
| 2016 | "Tutto qui accade" | Negramaro                             |
| 2018 | "Felicità puttana" | Thegiornalisti                        |
| 2022 | "Litoranea"        | Elisa apresentando Matilda De Angelis |

## Discografia

### Canções
| Canção                                              | Ano  | Posições de pico no gráfico | Certificações | Álbum                                |
| Canção                                              | Ano  | ITA                         | Certificações | Álbum                                |
| --------------------------------------------------- | ---- | --------------------------- | ------------- | ------------------------------------ |
| "Domani"                                            | 2016 | —                           |               | Canções que não são álbuns           |
| Mai dire"                                           | 2016 | —                           |               | Canções que não são álbuns           |
| "Seventeen"                                         | 2016 | —                           |               | Canções que não são álbuns           |
| "Shut Up" (apresentando Empatee du Weiss)           | 2016 | —                           |               | Canções que não são álbuns           |
| "Litoranea" (Elisa apresentando Matilda De Angelis) | 2022 | —                           | - ITA: Gold   | Ritorno al futuro/Back to the Future |

### Aparições em trilhas sonoras
| Trilha(s)                                        | Ano  | Crédito | Álbum da trilha sonora                                    |
| ------------------------------------------------ | ---- | ------- | --------------------------------------------------------- |
| "Seventeen"                                      | 2016 | Voz     | Veloce come il vento (Original Motion Picture Soundtrack) |
| "Wings "                                         | 2017 | Voz     | Il premio (Original Movie Soundtrack)                     |
| "Proof"                                          | 2017 | Voz     | Il premio (Original Movie Soundtrack)                     |
| "Ribellati e va! (Rage)"                         | 2024 | Voz     | A Greyhound of a Girl (Original Movie Soundtrack)         |
| "More Emer (Addio Emer)"                         | 2024 | Voz     | A Greyhound of a Girl (Original Movie Soundtrack)         |
| "Sei tutta intorno a me (Forever in our Hearts)" | 2024 | Voz     | A Greyhound of a Girl (Original Movie Soundtrack)         |

## Prêmios e nomeações
| Prêmio                             | Ano  | Categoria                                | Obra                            | Resultado | Ref.          |
| ---------------------------------- | ---- | ---------------------------------------- | ------------------------------- | --------- | ------------- |
| Berlin International Film Festival | 2018 | Shooting Stars Award                     | Ela mesma                       | Venceu    | [ 30 ]        |
| Berlin International Film Festival | 2018 | Prêmio Bacco                             | Ela mesma                       | Venceu    | [ 30 ]        |
| David di Donatello                 | 2017 | Melhor Atriz                             | Italian Race                    | Indicado  |               |
| David di Donatello                 | 2017 | Melhor Canção Original                   | "Seventeen" (de Italian Race)   | Indicado  |               |
| David di Donatello                 | 2021 | Melhor Atriz Coadjuvante                 | Rose Island                     | Venceu    |               |
| Nastri d'Argento                   | 2016 | Melhor Ato Revelação                     | Italian Race                    | Venceu    | [ 31 ]        |
| Nastri d'Argento                   | 2018 | Melhor Canção Original                   | "Proof" (de The Prize)          | Indicado  | [ 32 ]        |
| Nastri d'Argento                   | 2025 | Melhor Atriz Coadjuvante                 | Fuori                           | Venceu    | [ 33 ]        |
| Premi Flaiano                      | 2016 | Melhor Atriz Estreante                   | Italian Race                    | Venceu    | [ 34 ]        |
| Taormina Film Fest                 | 2016 | Atriz revelação do ano                   | Italian Race                    | Venceu    |               |
| Taormina Film Fest                 | 2021 | Melhor Atriz                             | Atlas                           | Venceu    | [ 35 ]        |
| Nastri d'Argento Grandi Serie      | 2022 | Melhor Atriz - Performance Internacional | The Undoing                     | Venceu    | [ 36 ]        |
| Nastri d'Argento Grandi Serie      | 2023 | Melhor Atriz                             | The Law According to Lidia Poët | Indicado  | [ 37 ] [ 38 ] |